# Leopold Winarsky
Leopold Winarsky (20. dubna 1873 Brno – 22. listopadu 1915 Vídeň) byl rakouský a český sociálně demokratický politik německé národnosti, na počátku 20. století poslanec Říšské rady.

## Biografie
Byl synem čalouníka. Otec zemřel, když Leopoldovi byly tři roky. Matka se pak s ním přestěhovala do Vídně. Vyučil se rovněž čalouníkem a zapojil se do dělnického vzdělávacího spolku. Na jeho popud zde byl v listopadu 1894 založen spolek mladých dělníků. Několik měsíců strávil z politických důvodů ve vězení. Pak se zapojil do struktur sociální demokracie. Byl pokladníkem a od roku 1898 spolupracovníkem ústředního výboru. Roku 1906 byl jako první sociální demokrat zvolen do obecní rady ve vídeňské čtvrti Brigittenau.
Na počátku 20. století se zapojil i do celostátní politiky. Ve volbách do Říšské rady roku 1907, konaných poprvé podle všeobecného a rovného volebního práva, získal mandát v Říšské radě (celostátní zákonodárný sbor) za obvod Čechy 101. Usedl do poslanecké frakce Klub německých sociálních demokratů. Mandát obhájil ve volbách do Říšské rady roku 1911, nyní za obvod Dolní Rakousy 8. Ve vídeňském parlamentu setrval do své smrti roku 1915.Profesně byl k roku 1907 uváděn jako obecní radní a tajemník sociálně demokratické strany. Na Říšské radě se zasazoval o práva dělnických učňů a vystupoval pro zákaz večerního a nedělního vyučování na živnostenských školách.
V roce 1914 musel narukovat do rakousko-uherské armády, ale kvůli těžkému onemocnění byl z armády propuštěn. Krátce poté roku 1915 zemřel.